# Caballo sin Nombre
«Caballo sin Nombre» es el segundo episodio de la tercera temporada de la serie de televisión estadounidense Breaking Bad. Escrito por Peter Gould y dirigido por Adam Bernstein, fue emitido por AMC en Estados Unidos y Canadá el 28 de marzo de 2010.

## Trama
Mientras conduce en una carretera, Walt es abordado por un oficial de policía debido a su parabrisas, el cual fue impactado por los escombros de la colisión aérea. Cuando el agente señala que tendrá que confiscar el vehículo, Walt lo increpa furiosamente, ante lo cual el agente lo rocía con gas pimienta y lo arresta. Hank lo libera de la estación de policía, y Walt le habla sobre su situación con Skyler. Walt también habla con Saul, quien cree que Skyler no dirá nada a la policía para evitar consecuencias contra ella misma. Saul sugiere que Walt encuentre otra mujer y continúe con su actividad, pero Walt se niega, encargando a Saul que llame a Mike Ehrmantraut, quien empieza a vigilar la casa de los White.[cita requerida]
Jesse pasa por su antigua casa y descubre que sus padres la han renovado y puesto a la venta. Molesto porque su padre no le permitió ver la propiedad, Jesse se acerca a Saul con un plan para comprar la casa de sus padres. Saul ofrece a los padres de Jesse $400,000 en efectivo de parte de un comprador anónimo, por la casa que vale $875,000. Están indignados por la oferta hasta que Saul amenaza con revelar que la casa en el pasado contenía un laboratorio de metanfetamina, el cual los Pinkman evitaron declarar cuando pusieron la casa en venta. Temerosos de que esto ponga la casa bajo acción judicial y se venda por mucho menos de lo ofrecido, los padres de Jesse aceptan. Después que la venta es completada, Jesse confiadamente ingresa a la casa como su propietario delante de sus padres.[cita requerida]
Walt Jr. experimenta varias dificultades para entender por qué su madre rehúsa permitir que Walt regrese. Skyler, entretanto, vuelve a trabajar para Ted. Rechaza seguir firmando sus libros de contabilidad alterados y, trazando un paralelo entre las acciones criminales de Ted y de Walt, pregunta lo que sus hijas pensarían de él si descubrieran su mala acción. Ted cree que él diría que ha sido débil pero que sus acciones eran por el bienestar de su familia. Más tarde recibe una llamada de Walt, diciéndole que Walt Jr. ha ido a visitarle. Walt tampoco le dice la verdad a su hijo y lo lleva a casa, donde intenta apaciguar a Skyler con pizza, pero es rechazado. Molesto, Walt lanza la pizza al techo en un arranque de furia, y Skyler le envía un mensaje, amenazando con pedir una orden de restricción.[cita requerida]
Furioso, Walt procede a ingresar a la casa con la intención de forzar su regreso, sin darse cuenta de que Mike está instalando equipos de vigilancia en la casa. En un aspecto totalmente desconocido para Walt, los «Primos» –Leonel y Marco Salamanca– visitan a su tío, Hector Salamanca, quien ahora está viviendo en una casa de reposo después de la muerte de Tuco. Les da el nombre de Walt, y finalmente encuentran su casa. Los primos se preparan para matar a Walt con un hacha, pero antes de que se le puedan acercar en la ducha, Mike, quien notó la presencia de los primos, les envía un mensaje de texto por parte de Gus Fring sobre una transacción de drogas (que posteriormente resultó ser falsa), viéndose obligados a marcharse.[cita requerida]

## Producción
El episodio fue escrito por Peter Gould y dirigido por Adam Bernstein;  fue emitido por AMC en los Estados Unidos y Canadá el 28 de marzo de 2010. El nombre del episodio es una referencia en español para la canción «A Horse with no Name», que se escucha al principio y final del episodio.

## Recepción
Donna Bowman de The A.V. Club dio al episodio un B+, especialmente alabando los tensos últimos cinco minutos del episodio.
En 2019, The Ringer colocó a «Caballo sin Nombre» en el puesto N.º 55 de los 62 episodios totales de Breaking Bad.

### Audiencia
La emisión original del episodio fue vista por 1.55 millones de personas, lo cual fue inferior comparado a 1.95 millones del episodio anterior, «No Más».

### Escena del lanzamiento de pizza
La escena donde Walt lanza la pizza al techo se convirtió en un meme de internet. Los seguidores ocasionalmente han aparecido por la propiedad real donde fueron filmados los exteriores de la casa de la familia White y han arrojado pizza al techo, eventualmente causando muchas molestias a los propietarios reales. Los repetidos incidentes obligaron al creador de Breaking Bad Vince Gilligan a hacer una petición pública para que los seguidores de la serie dejen de lanzar pizzas al techo de la casa.